# Григориј Перељман
Григориј Перељман (рус. Григо́рий Я́ковлевич Перельма́н; Лењинград, 13. јун 1966) руски је математичар. Допринео је развоју Риманове геометрије и геометријске топологије. Године 1994. Перељман је доказао соул конјектуру. Године 2003, он је доказао (потврдио 2006) Терстонову геометризациону претпоставку. Ово је последично решено потврдном Поанкареовом претпоставком.
Августа 2006. године Перељману је понуђена Филдсова медаља за „његов допринос геометрији и револуционарни увид у аналитичку и геометријску структуру Ричијевог тока“, али је одбио награду, изјавивши: „Не занима ме новац или слава; не желим да будем изложен попут животиње у зоолошком врту.“ Дана 22. децембра 2006. научни часопис Science прогласио је Перељманов доказ Поенкареове хипотезе као научни „Пробој године“, што је прво такво признање у области математике.
Дана 18. марта 2010, објављено је да је испунио критеријуме за добијање прве награде Клејове Миленијумске награде за решавање Поенкареове хипотезе. Дана 1. јула 2010. године одбио је награду од милион долара, рекавши да сматра да је одлука одбора Клејовог института неправедна, јер његов допринос у решавању Поенкареове хипотезе није био већи од доприноса Ричарда С. Хамилтона, математичара који је био пионир Ричијевог тока делимично са циљем решавања на хипотезе. Он је претходно одбио престижну награду Европског математичког друштва 1996.

## Породица, детињство и образовање
Григориј Јаковлевич Перељман рођен је у Лењинграду, Совјетски Савез (сада Санкт Петербург, Русија) 13. јуна 1966. године, од јеврејских родитеља. Григоријеви родитељи су Јаков (који сада живи у Израелу) и Љубов (која још увек живи у Санкт-Петербург са Григоријем). Григоријева мајка Љубов одустала је од дипломског рада у математици како би га подигла. Математички таленат Григорија постао је очигледан у доби од десет година, а његова мајка га је уписала у школи математике Сергеја Руксина.
Његово математичко образовање настављено је у Лењинградској средњој школи # 239, специјализованој школи са напредним програмима математике и физике. Григориј се истицао у свим темама осим физичког васпитања. Године 1982, као члан тима Совјетског Савеза који се такмичио на Међународној математичкој олимпијади, међународном такмичењу за средњошколце, освојио је златну медаљу и постигао савршен резултат. Наставио је као студент математике и механике на Лењинградском државном универзитету, без пријемних испита и уписао се на универзитет.
Након доктората 1990. године, Перељман је почео да ради на Лењинградском одсеку Математичког института Стеклова Академије делу Академије наука Совјетског Савеза, где су његови саветници били Александар Александров и Јури Бураго. Крајем осамдесетих и почетком деведесетих, са снажном препоруком геометра Михаила Громова, Перељман је добио истраживачке позиције на неколико универзитета у Сједињеним Државама. Године 1991, Перељман је освојио Награду младих математичара Математичког друштва Санкт Петербурга за свој рад на Алексанровим просторима закривљености, који су били ограничени одоздо. Године 1992, позван је да сваке године проведе семестар у Институту Коурант на Универзитету у Њујорку и Универзитету Стони Брук где је почео радити на многострукостима са доње стране на Рицијевој закривљености. Одатле је 1993. године прихватио двогодишњу истраживачку стипендију као Милеров истраживач на Универзитету Калифорније у Берклију. Након што је 1994. године доказао претпоставку душе, понуђен му је посао на неколико врхунских универзитета у САД, укључујући Принстон и Станфорд, али он све их је одбацио и вратио се у Институт Стеклов у Санкт Петербургу у лето 1995. године за само истраживачку позицију.

## Радови
- Перельман, Григорий Яковлевич (1990). Седловые поверхности в евклидовых пространствах [Saddle surfaces in Euclidean spaces] (на језику: руски). Ленинградский государственный университет. Автореф. дис. на соиск. учен. степ. канд. физ.-мат. наук.
- Perelʹman, G.Ya. Realization of abstract k-skeletons as k-skeletons of intersections of convex polyhedra in R2k − 1. Geometric questions in the theory of functions and sets, 129–131, Kalinin. Gos. Univ., Kalinin, 1985.
- Polikanova, I.V.; Perelʹman, G.Ya. A remark on Helly's theorem. Sibirsk. Mat. Zh. 27 (1986), no. 5, 191–194, 207.
- Perelʹman, G.Ya. On the k-radii of a convex body. Sibirsk. Mat. Zh. 28 (1987), no. 4, 185–186.
- Perelʹman, G.Ya. „Polyhedral saddle surfaces”. Ukrain. Geom. Sb. No. 31: 100—108. 1988.. English translation in J. Soviet Math. 54 (1991), no. 1, 735–740.
- Perelʹman, G.Ya. An example of a complete saddle surface in R4 with Gaussian curvature bounded away from zero. Ukrain. Geom. Sb. No. 32: 99—102. 1989. Недостаје или је празан параметар |title= (помоћ). English translation in J. Soviet Math. 59 (1992), no. 2, 760–762.
- Burago, Yu.; Gromov, M.; Perelʹman, G. A.D.  Uspekhi Mat. „Nauk 47”. 2 (284). 1992: 3—51. doi:10.1070/RM1992v047n02ABEH000877., 222. English translation in Russian Math. Surveys 47 (1992), no. 2, 1–58.
- Perelʹman, G.Ya. Elements of Morse theory on Aleksandrov spaces. Algebra i Analiz 5 (1993), no. 1, 232–241. English translation in St. Petersburg Math. J. 5 (1994), no. 1, 205–213.
- Perelʹman, G.Ya.; Petrunin, A.M. Extremal subsets in Aleksandrov spaces and the generalized Liberman theorem. Algebra i Analiz 5 (1993), no. 1, 242–256. English translation in St. Petersburg Math. J. 5 (1994), no. 1, 215–227
- Perelman, G. A complete Riemannian manifold of positive Ricci curvature with Euclidean volume growth and nonunique asymptotic cone. Архивирано на веб-сајту  (27. август 2021) Comparison geometry (Berkeley, CA, 1993–94), 165–166, Math. Sci. Res. Inst. Publ., 30, Cambridge Univ. Press, Cambridge, 1997.
- Perelman, G. Collapsing with no proper extremal subsets. Архивирано на веб-сајту  (25. август 2021) Comparison geometry (Berkeley, CA, 1993–94), 149–155, Math. Sci. Res. Inst. Publ., 30, Cambridge Univ. Press, Cambridge, 1997.
- Perelman, G. Construction of manifolds of positive Ricci curvature with big volume and large Betti numbers. Архивирано на веб-сајту  (25. март 2009) Comparison geometry (Berkeley, CA, 1993–94), 157–163, Math. Sci. Res. Inst. Publ., 30, Cambridge Univ. Press, Cambridge, 1997.
- Perelman, G. J. Amer. Math. Soc. 7 (1994), no. 2, 299–305. Manifolds of positive Ricci curvature with almost maximal volume. doi:10.1090/S0894-0347-1994-1231690-7. Недостаје или је празан параметар |title= (помоћ)
- Perelman, G. J. Differential Geom. 40 (1994), no. 1, 209–212. Proof of the soul conjecture of Cheeger and Gromoll. doi:10.4310/jdg/1214455292. Недостаје или је празан параметар |title= (помоћ)
- Perelman, G. Proceedings of the International Congress of Mathematicians, Vol. 1, 2 (Zürich, 1994), 517–525, Birkhäuser, Basel. Spaces with curvature bounded below. 1995. doi:10.1007/978-3-0348-9078-6. Недостаје или је празан параметар |title= (помоћ)
- Perelman, G.  Math. Z. 218 (1995), no. 4, 595–596. A diameter sphere theorem for manifolds of positive Ricci curvature. doi:10.1007/BF02571925. Недостаје или је празан параметар |title= (помоћ)
- Perelman, G. Widths of nonnegatively curved spaces. Geom. Funct. Anal. 5 (1995), no. 2, 445–463. . doi:10.1007/BF01895675. Недостаје или је празан параметар |title= (помоћ)

Unpublished work
- Perelman, G. Alexandrov's spaces with curvatures bounded from below II. (1991)
  - See also: Kapovitch, Vitali.  Vol. XI, 103–136, Surv. Differ. Geom., 11, Int. „Press, Somerville, MA”. Perelman's stability theorem. Surveys in differential geometry. 2007. doi:10.4310/SDG.2006.v11.n1.a5.
- Perelman, G.; Petrunin, A. Quasigeodesics and gradient curves in Alexandrov spaces. (1995)
- Perelman, G. DC structure on Alexandrov space.
- Perelman, Grisha (11. 11. 2002). „The entropy formula for the Ricci flow and its geometric applications”. arXiv:math.DG/0211159 .
- Perelman, Grisha (10. 3. 2003). „Ricci flow with surgery on three-manifolds”. arXiv:math.DG/0303109 .
- Perelman, Grisha (17. 7. 2003). „Finite extinction time for the solutions to the Ricci flow on certain three-manifolds”. arXiv:math.DG/0307245 .